# Louis Pasquet
Pour les articles homonymes, voir Pasquet (homonymie).
Louis Pasquet, né à Tarascon le 17 octobre 1867, mort à Paris le 29 avril 1931, secrétaire général des PTT en 1916 et homme politique français.

## Biographie

### Carrière administrative
Louis Pasquet commence à travailler à l'âge de 13 ans comme facteur télégraphiste. En 1896 il est admis à l'École supérieure des PTT, et entame alors une carrière de haut responsable dans la hiérarchie de cette Administration. Directeur du personnel en 1914, il est nommé par décret du 5 septembre 1916 « secrétaire général au ministère du Commerce, de l'Industrie, des Postes et Télégraphes, section des Postes et Télégraphes », fonction qui vient d'être créée, sous l'autorité du ministre Étienne Clémentel. Il le demeure jusqu'à sa retraite administrative le 7 décembre 1919.

### Vie politique
Parallèlement à sa carrière administrative à Paris, il poursuit des activités politiques dans son département natal. Élu conseiller général des Bouches-du-Rhône en 1910, par les électeurs du canton de Tarascon, il est Président du conseil général de 1913 à 1914, puis de 1918 à 1930. Le 11 janvier 1920 il est élu sénateur des Bouches-du-Rhône, lors d'une élection complémentaire partielle. Il s'inscrit au groupe de la gauche démocratique. Il est réélu en 1921 et en 1930. En 1926, ministre du Travail dans le 2e gouvernement Herriot, il ne le reste que quelques jours en raison de la chute rapide de celui-ci.

### Mandats et fonctions politiques
- Conseiller général du canton de Tarascon : 1910 - 1931.
- Président du conseil général des Bouches-du-Rhône : 1913 - 1914 ; 1918 - 1930.
- Sénateur des Bouches-du-Rhône : 11 janvier 1920 - 29 avril 1931.
- Ministre du Travail, de l'Hygiène, de l'Assistance et de la Prévoyance sociales du 19 juillet 1926 au 22 juillet 1926 dans le Gouvernement Édouard Herriot (2)

### Réalisation
- Foyer des PTT

### Distinction
- Commandeur de la Légion d'honneur par décret du 11 janvier 1919[4]
  -  Officier de la Légion d'honneur par décret du 5 aout 1913
  -  Chevalier de la Légion d'honneur par décret du 25 janvier 1906
- Officier de l'Instruction publique, le 24 avril 1907
  -  Officier d'académie, le 10 février 1901

## Sources
- « Louis Pasquet », dans le Dictionnaire des parlementaires français (1889-1940), sous la direction de Jean Jolly, PUF, 1960 [détail de l’édition]